# Aspidura deraniyagalae
Espèce
Aspidura deraniyagalae est une espèce de serpents de la famille des Natricidae. 

## Répartition
Cette espèce est endémique du Sri Lanka.

## Description
C'est un serpent ovipare.

## Étymologie
Cette espèce est nommée en l'honneur de Paulus Edward Pieris Deraniyagala.

## Publication originale
- Gans & Fetcho, 1982 : The Sri Lankan genus Aspidura (Serpentes, Reptilia, Colubridae). Annals of Carnegie Museum, vol. 51, no 14, p. 271-316.